# Nyanzapithecus
Il nyanzapiteco (gen. Nyanzapithecus) è un primate estinto, appartenente agli ominoidi. Visse nel Miocene inferiore-medio (circa 18 - 13 milioni di anni fa) e i suoi resti fossili sono stati ritrovati in Kenya.

## Descrizione
Noto principalmente per resti cranici, questa scimmia antropomorfa doveva essere di medie dimensioni e probabilmente pesava circa 10 chilogrammi. Il cranio, imperfettamente conosciuto, doveva essere simile a quello di altre scimmie antropomorfe mioceniche, come Proconsul ed Ekembo, dotato di un muso piatto. Le particolarità di Nyanzapithecus risiedevano nella dentatura: i premolari superiori erano lunghi e dotati di cuspidi alte e appuntite. I molari superiori erano lunghi e quelli inferiori erano dotati di profondi solchi. Queste caratteristiche sono piuttosto simili a quelle dell'enigmatico Oreopithecus della Toscana; tuttavia, le poche ossa degli arti di Nyanzapithecus finora rinvenute indicherebbero che questo animale possedeva arti anteriori simili per lunghezza e morfologia a Proconsul ed Ekembo.

## Classificazione
Nyanzapithecus venne descritto per la prima volta nel 1986, sulla base di resti fossili ritrovati nell'isola di Maboko, in Kenya. La specie tipo è N. pickfordi. Altre specie, sempre provenienti dal Kenya, sono la più antica N. vancouveringorum,  la più recente N. harrisoni (proveniente da Nachola, Kenya) e la specie N. alesi (ritrovamento fossile presso il lago Turkana, Kenya), risalente a circa 13 milioni di anni fa. Nyanzapithecus è stato a lungo considerato uno stretto parente (o forse un antenato) di Oreopithecus, sulla base di somiglianze nella dentatura. Analisi delle ossa degli arti hanno però rivelato che i due generi non erano strettamente imparentati. Nyanzapithecus sembrerebbe essere invece imparentato con Rangwapithecus e Turkanapithecus, nella sottofamiglia Nyanzapithecinae, all'interno dei proconsulidi.

## Paleobiologia
Nyanzapithecus era probabilmente un quadrupede arboricolo, che si cibava principalmente di foglie (Fleagle, 1988). 